# Jody Latham
 (mai 2018).
Jody Lee Latham (né le 1er janvier 1982 à Burnley, Lancashire en Angleterre) est un acteur anglais. Il est connu pour son rôle de Lip Gallagher dans la série Shameless.

## Biographie
Il a joué le rôle de Philipe "Lip" Gallagher dans Shameless.
Latham a fréquenté Walton High School à Nelson mais a été expulsé. Latham a un fils, Jack qui est né à la fin de son adolescence. La mère de Jack est Naomi. Il avait l'habitude d'assister au Burnley Youth Theatre (en), où sa carrière d'acteur a commencé. 

### Carrière
En 1998, Latham fait ses débuts à la télévision dans un épisode de The Cops comme Grant, et continue à apparaître, en 2000, comme Nelson Catchpole dans la série Big Meg, Little Meg. Il a joué Lee, l'un des personnages clés de When I Was 12 en 2001. Latham est apparu dans cinq drames gagnants de BAFTA : Clocking Off, The Cops, The Street, Shameless et EastEnders.
Latham a joué un rôle de premier plan dans Mr. Harvey Lights a Candle, qui a été montré en mars 2005. Il est également apparu dans un épisode de The Street, écrit par Jimmy McGovern, en avril 2006. Latham a travaillé régulièrement à la télévision avant d'être lancé comme Lip Gallagher. En 2006, Latham a tourné un court-métrage, A Neutral Corner, sur un jeune boxeur arrivant dans une ville désolée ou il rencontre un chien, un étranger et une mystérieuse serveuse. En 2007, il est apparu dans Ruby Blue avec le premier rôle de Bob Hoskins. Depuis qu'il a quitté Shameless, il a joué dans The Fixer, jouant le personnage effronté de Callum, et a joué un rôle dans le clip Moonshine & Roses d'International One. Il est également apparu dans le clip de Tulisa pour la chanson Sight of You. Latham est également devenu le présentateur -en accueillant la soirée aftershow du NME Awards Interviewer. Il a également été le visage et la voix de nombreuses marques dont Clearasil, Orange Mobile, Gio Goi et bien d'autres, dont la station phare de la BBC Radio 1. Il apparaît dans les films Act of Grace (dont il est également producteur associé) et The Michael Gomez Story (2007). Dans ce dernier, il joue Michael Gomez, un voyageur irlandais devenu boxeur pro à 17 ans. Latham a joué le rôle principal dans Les Tudors avec Jonathan Rhys-Meyers. Latham a été l'une des célébrités à participer à la série de 2009 Hell's Kitchen sur ITV1. En 2010, Latham a joué Matt dans la série radio House On Fire diffusée sur la BBC Radio 4 de 2010 à 2013. En 2011, Latham a rejoint le casting du feuilleton EastEnders. En 2013, Latham a joué dans la populaire série dramatique scolaire de la BBC Waterloo Road.

## Filmographie sélective

### Télévision
- 1998 : The Cops : Grant
- 2000 : Big Meg, Little Meg : Nelson Catchpole
- 2000 : Clocking Off
- 2001 : When I Was 12 : Lee
- 2002 : Having It Off
- 2002 : Holby City
- 2004 : Shameless : Philipe 'Lip' Gallagher
- 2006 : The Street
- 2008 : Tueur d'État
- 2008 : The Fixer : Calum McKenzie
- 2008 : Code 9
- 2009 : Hell's Kitchen
- 2010 : Les Tudors
- 2010 : Casualty
- 2011 : EastEnders : Rob Grayson
- 2013 : Waterloo Road : Steve-O Malone
- 2015 : Inspecteur George Gently
- 2015 : Holby City

### Cinéma
- 2002 : The Strefford Wives
- 2005 : Mr. Havey Lights a Candle
- 2007 : Ruby Blue : Bob Hoskins
- 2007 : The Michael Gomez Story
- 2013 : Celluloid